# Petrus församling

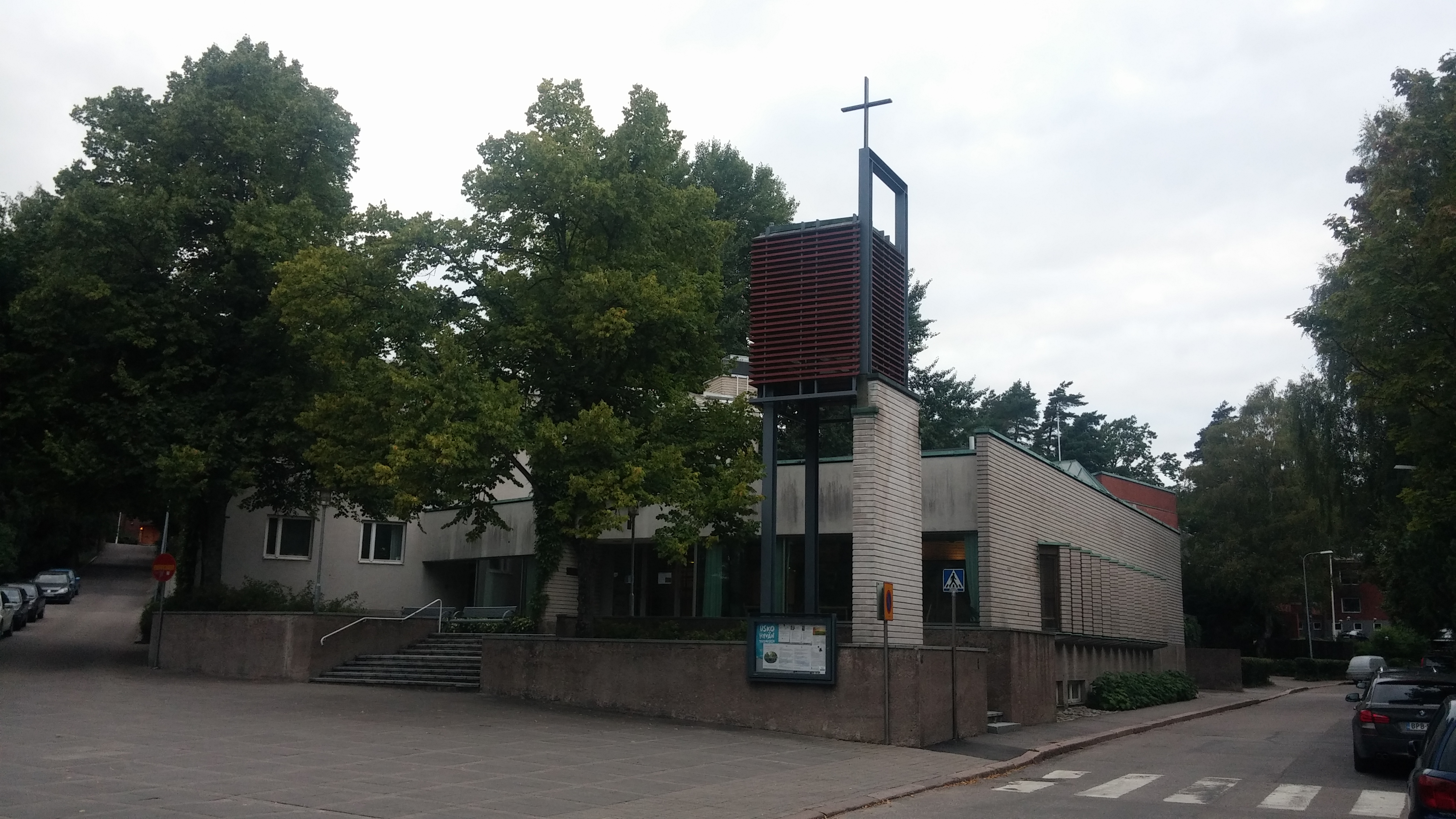
Munksnäs kyrka

Petrus församling är en svenskspråkig församling i norra och västra Helsingfors i Finland och sorterar under Borgå stift i Evangelisk-lutherska kyrkan i Finland. Församlingen grundades den 1 januari 2009 genom sammanslagning av Markus församling och Lukas församling. Församlingen har 6 533 medlemmar (08/2018).
Församlingens verksamhet är indelad i två distrikt, Markus distrikt i öst och Lukas distrikt i väst. Distriktens gränser följer de gamla gränserna för Markus församling och Lukas församling.
Kyrkoherde i församlingen var tills 2023  Daniel Björk.

## Kyrkor
- Munksnäs kyrka (1954)
- Södra Haga kyrka (invigd som kyrka 1942)
- Åggelby gamla kyrka (1905)

## Kyrkoherdar
- 2009–2014: Bengt Lassus
- 2015-2023: Daniel Björk